# Prison d’État de l'Indiana
Indiana State Prison
La prison d'État de l'Indiana (en anglais : Indiana State Prison), également connue sous le nom de prison de Michigan City, est une prison américaine à sécurité maximale pour hommes adultes située à Michigan City, dans le comté de LaPorte, dans l’État de l'Indiana. L'établissement dispose également de quartiers à sécurité minimale.
La prison, gérée par l'Indiana Department of Correction (en), est située à environ 50 milles (80,4672 km) à l'est de Chicago. Créée en 1860, l'établissement était alors la deuxième prison d'État de l'Indiana.
La population carcérale moyenne était de 2 200 en novembre 2006 et de 2 165 en 2011. L'un des prisonniers les plus célèbres passé par l'établissement était le braqueur de banque John Dillinger, qui a été libéré sur parole en 1933.
La prison accueille tous les hommes condamnés à mort de l'État. Il est apparu dans le documentaire Inside Death Row présenté par Trevor McDonald (en) et diffusé sur ITV.
L'Indiana prévoit de fermer l'établissement après l'ouverture d'une nouvelle prison située à Westville.

## Histoire

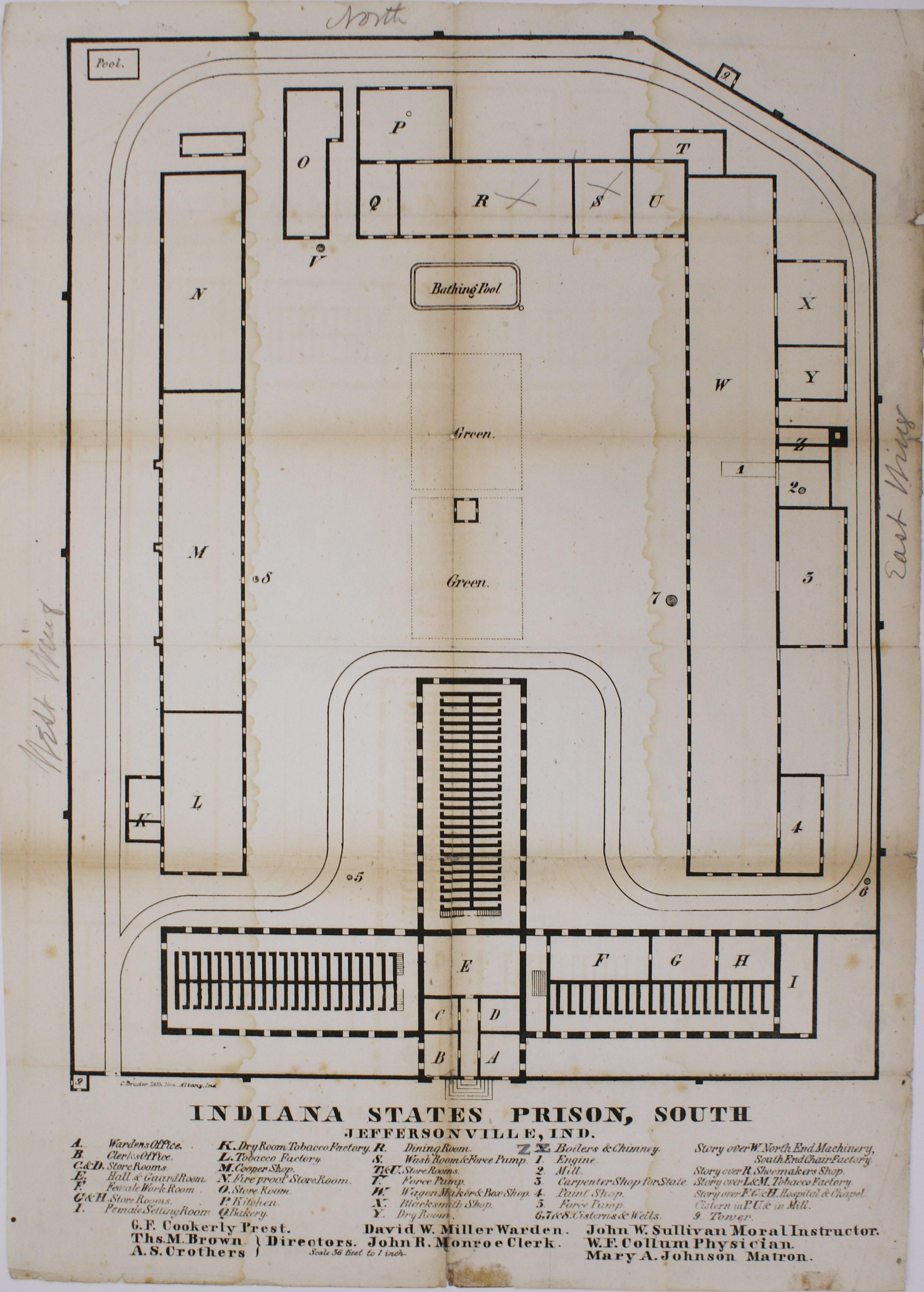
Disposition de la conception originale de la prison, c. 1865

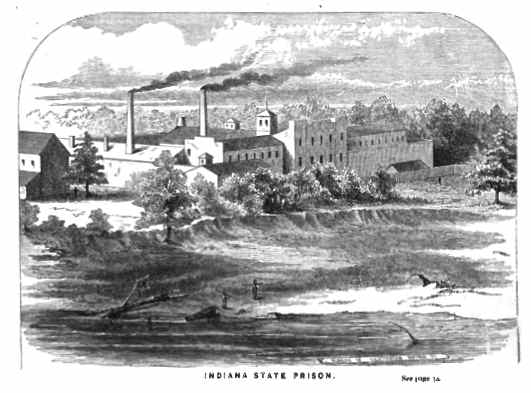
Illustration de la prison d'État de l'Indiana, 1871

L'histoire de la prison d'État de l'Indiana remonte à 1859, lorsque la législature de l'État accorde 50 000 $ pour la construction d'une nouvelle prison d'État. La nouvelle prison est nommée « Prison d'État Ouest » (en anglais : State Prison East) ; par opposition à la « Prison d’État Est » (en anglais : State Prison East) qui fut la première prison d'État située à Jeffersonville (qui est par la suite transférée dans la localité de Clarksville, située à proximité). Le terrain disponible sur le site de la prison de Jeffersonville est cependant devenu trop rare pour pouvoir s'agrandir, ce qui entraine la construction d'une nouvelle prison située à Michigan City. Par la suite, la « prison d'État Sud » devient la maison de redressement de l'Indiana (en anglais : Indiana Reformatory) et la prison d'État Nord est alors renommée en prison d'État de l'Indiana.
Un terrain de 100 acres (0,4 km2) situé  à Michigan City est acheté en 1860 pour un montant de 4 500 $. Le premier directeur, nommé Charles Seely, était auparavant le surintendant chargé de la construction et l'homme à tout faire général de l'établissement. Le premier bâtiment à avoir été construit est le bâtiment provisoire de détention (en anglais : Temporary Prison Building). Il mesurait 200 pieds (60,96 m) de long et fut construit en brique rouge. Un an après l'ouverture de l'établissement, le travail pénitentiaire en dehors de l'établissement est mis en place ; les détenus travaillent dans une tonnellerie fabriquant des tonneaux et recevaient 38 cents par jour. La première école pénitentiaire ouvre en 1861, les détenus y reçoivent une instruction dispensés par un aumônier cinq jours par semaine. Par la suite, la prison commence à facturer 25 cents par visiteur afin d'augmenter les revenus de la prison.
Au tournant du siècle, la prison est agrandie jusqu'à doubler sa taille. En 1930, les prisonniers sont incarcérés dans deux bâtiments cellulaires contenant respectivement 230 et 340 cellules et trois dortoirs, considérés parmi les meilleurs du pays. Durant cette même période, 900 acres (3,64 km2) de terres agricoles, pris sur des terrains loués par l'État, sont occupés par la prison. Un hôpital est construit en 1943 sur un terrain d'une superficie de près de 1 000 pieds carrés (92,9 m2). À la fin des années 1950, l’une des meilleures installations récréatives de l’État a sans doute été ouverte à la prison.
Entre 1960 à 1990, l'établissement réalise exclusivement des rénovations mineures. En 1992, un nouveau type de porte pour la nourriture avec possibilité de verrouillage pour chaque cellule a été conçu. Un an plus tard, le premier repas chaud était servi dans le réfectoire et, la même année, les détenus reçoivent pour la première fois trois repas par jour. Peu de temps après, un nouveau système anti-émeute est mis en place dans les dortoirs E et F.
La prison disposait d'un premier cimetière destiné aux détenus lors de son ouverture en 1860, cependant ce cimetière n'existe plus. Le nouveau cimetière de la prison contient environ 350 tombes de prisonniers. Sam Thomas fut le premier détenu enterré dans le nouveau cimetière le 10 juin 1927.

## Lieu d'exécution
Avant 1913, toutes les exécutions dans l'Indiana étaient réalisées par pendaison. La première exécution par électrocution a eu lieu le 20 février 1914. Entre 1913 et 1994, les exécutions sont ainsi réalisées via la chaise électrique. L'injection létale est dans l'Indiana depuis 1995 jusqu'à aujourd'hui.
Actuellement, toutes les exécutions d’État doivent avoir lieu dans la prison d’État de l’Indiana[réf. nécessaire].

## Action de réinsertion des détenus
La prison dispose également d'un programme d'adoption de chats. Ce programme a connu un succès exceptionnel en trouvant de nouveaux foyers pour les félins appartenant auparavant à des détenus[réf. nécessaire].

## Détenus notables
Michigan City est connue pour avoir hébergé plusieurs détenus notables au cours de sa période d'activité. John Dillinger est incarcéré dans l’établissement entre 1929 et sa libération conditionnelle en 1933. Le, 26 septembre 1933, quelques mois après que Dillinger ait obtenu sa libération conditionnelle, dix détenus, dont Harry Pierpont (en), Charles Makley (en), Russell Lee Clark (en) et Ed Shouse, s'évadent grâce à l'aide de trois pistolets que Dillinger a introduits clandestinement dans la prison.
Un autre détenu particulièrement notable était DC Stephenson (en). En 1922, il devint l'un des Grands Dragons les plus puissants du Ku Klux Klan. En 1925, il viole une femme nommée Madge Oberholtzer, qui décèdera un mois plus tard des suites d'un poison ou de marques de morsure résultant de ce viol. Pour ce crime, la même année, il est reconnu coupable de meurtre au second degré et est incarcéré dans l'établissement pendant 31 ans,.

### Détenus actuels
- William Clyde Gibson (en) – Tueur en série reconnu coupable de trois meurtres. Couloir de la mort.

### Ancien détenus
- John Dillinger a été incarcéré à Michigan City de 1929 jusqu'à sa libération conditionnelle en 1933[11].
- DC Stephenson (en) – Membre du  Ku Klux Klan
- Howard Allen – Tueur en série reconnu coupable de trois meurtres. Anciennement dans le couloir de la mort ; peine commuée. Décédé de causes naturelles en 2020.

### Détenus exécutés dans l'établissement
- Steven Timothy Judy (en) – Exécuté le 9 mars 1981 via une chaise électrique. C'est la première personne exécutée dans l'Indiana depuis le rétablissement de la peine de mort.
- Alan Matheney (en) – Exécuté le 28 septembre 2005 par injection létale.
- Eric Wrinkles (en) – Exécuté le 11 décembre 2009 par injection létale. Actuellement, la dernière personne exécutée dans l'Indiana.